# Pjotr Sergejewitsch Schdanow
Pjotr Sergejewitsch Schdanow (russisch Пётр Сергеевич Жданов; * 6. Junijul. / 19. Juni 1903greg. in Moskau; † 30. Dezember 1949 ebenda) war ein sowjetischer Elektroingenieur und Hochschullehrer.

## Leben
Nach dem Schulbesuch arbeitete Schdanow 1919–1921 in der Hauptsowchos-Kanzlei des Volkskommissariats für Landwirtschaft. Er studierte dann am Moskauer Institut für praktische Elektrotechnik mit Abschluss 1926.
Ab 1927 arbeitete Schdanow im Allrussischen Elektrotechnik-Institut (WETI) zunächst als Ingenieur und dann als wissenschaftlicher Mitarbeiter und Professor (bis 1942). 1933 verteidigte Schdanow im Moskauer Energetischen Institut (MEI) seine Diplom-Arbeit über Übertragung von Elektroenergie. Darauf lehrte er am MEI neben seiner Arbeit im WETI. Er verfasste 1933 zusammen mit Sergei Alexejewitsch Lebedew die weltweit erste Monografie über die Stabilität elektrischer Systeme. 1935 wurde Schdanow Dozent am Lehrstuhl für Kraftwerke des MEI, nachdem er ohne Verteidigung einer Dissertation zum Kandidaten der technischen Wissenschaften promoviert worden war. 1938–1939 entstand unter Schdanows Leitung das Projekt der Elektroenergieübertragung Kuibyschew-Moskau. 1940 wurde er zum Doktor der technischen Wissenschaften promoviert. 1941 folgte die Ernennung zum Professor am MEI. Zu seinen Schülern gehörte Walentin Andrejewitsch Wenikow.
Während des Deutsch-Sowjetischen Krieges war Schdanow Sektorleiter im Forschungsinstitut der Elektroindustrie. Ab 1943 leitete Schdanow den Lehrstuhl für Elektronetze und -systeme des MEI.
Schdanow wurde auf dem Moskauer Danilow-Friedhof begraben.

## Ehrungen, Preise
- Medaille „Für die Verteidigung Moskaus“
- Medaille „Für heldenmütige Arbeit im Großen Vaterländischen Krieg 1941–1945“
- Stalinpreis (1947)